# Bettfedernfabrik Straus & Cie.
Die Bettfedernfabrik Straus & Cie. AG war um die Jahrhundertwende vom 19. zum 20. Jahrhundert die größte Bettfedernfabrik weltweit. Das Unternehmen hatte seinen Sitz in Untertürkheim und Cannstatt, seit 1905 sind beide Orte Stadtteile von Stuttgart. Es fertigte die Maschinen für seine Produktion selbst.

## Geschichte
Der jüdische Unternehmer Seligman Löb Straus gründete mit Hayum Israel 1842 eine Firma in Ulm an der Donau. Hierfür erhielt er vom Freiherrn von Walsleben ein Darlehen über 2000 Gulden. Ab 1853 war die Firma im Ulmer Haus König von England ansässig, und es wurde erstmals ausländische Ware aus Ungarn angekauft, da die heimische Produktion von Federn und Daunen nicht mehr ausreichend war. Dadurch wurde die Firma langsam zum Großhandel. 1863 wurde die Firma nach Cannstatt in den Gasthof zum Ochsen an der Brückenstraße verlegt. Die erste Einkaufsreise zur Ostermesse nach Moskau fand 1867 statt. Im selben Jahr wurde die erste Lokomotive für den Antrieb der Maschinen installiert. 1872 wurde der Sohn Isac Straus Teilhaber, 1875 Ludwig Straus und 1886 Max Straus. Am 8. September 1877 wurde das Reichspatent No. 403 für einen Bettfedern-Reinigungs-Apparat erteilt. Im selben Jahr kamen auch die ersten Importfedern aus China, wenn auch in schlechter Qualität. 1880 starb der Firmengründer.
Als eine Expansion dort nicht mehr möglich war, wurde 1886 ein vier Hektar großes Mühlengelände in Untertürkheim mit angekauft. Dieses lag in unmittelbarer Nähe des Mercedes-Benz-Werkes und des Bahnhofs Untertürkheim, was auch einen Gleisanschluss ermöglichte. Innerhalb von drei Jahren wurde ein neuer Hauptsitz für das Unternehmen gebaut. In Untertürkheim fand die Produktion statt und in Cannstatt die Endfertigung und der Versand. In den 1890er-Jahren wurden Zweigniederlassungen in Russland (1883 in Odessa, 1886 in Charkow, Moskau und St. Petersburg) und Frankreich (Paris 1897) aufgebaut. Der Prokurist Carl Gutbrod leitete 1898 den Aufbau eine Produktionsstandortes in Berlin. Damit war Straus & Cie. die weltweit größte Bettfedernfabrik.
1900 wurde in Untertürkheim eine Fabrikfeuerwehr gegründet, da es bereits mehrere Brände auf dem Werksgelände gab. Sie war der Freiwilligen Feuerwehr in Untertürkheim beigeordnet. 1902 wurden in den drei Werken 320 Arbeiter und 95 technische und kaufmännische Angestellte beschäftigt, und die Produktion in Untertürkheim und Berlin war komplett elektrisch. Berlin war auch der Sitz des Geschäfts mit Schmuckfedern für die Modeindustrie, wie zum Beispiel in Paris. 1905 erfolgte die Gründung eines Einkaufshauses in Schanghai. 1918 und 1925 wurden Zweigstellen in Köln und Hamburg eröffnet.
1922 wurde das Unternehmen in eine Aktiengesellschaft umgewandelt. Max Straus wurde Aufsichtsratsvorsitzender und seine Söhne Manfred und Leo sowie sein Schwiegersohn Fritz Berlin bildeten den Vorstand. 1923 wurde das Einkaufshaus in Schanghai wiedereröffnet.
Die Tochterfirma Ideal-Steppdeckenfabrik G.m.b.H stellte Daunen, Daunen- und Steppdecken her. Ab dem 1. Januar 1939 wurde es Manfred Straus als Juden untersagt, seine Firma weiterzuführen. Die Firma wurde arisiert und bis Kriegsende von Els Voelter weitergeführt. Nach Kriegsende wurde ein Teil der Gebäude vom Automobilkonzern Daimler-Benz weitergenutzt.

## Wasserkraftnutzung
Da das Gelände in Untertürkheim eine ehemalige Mühle war, waren beim Kauf des Geländes auch Rechte für die Nutzung der Wasserkraft am Neckar vorhanden. Bei der Neckarkorrektion in Untertürkheim kaufte das kommunale Elektrizitätswerk die Genehmigungen für die Wasserkraftnutzung von Behr & Vollmöller und Straus & Cie. für 99 Jahre unentgeltliche Lieferung von 25 beziehungsweise 53 Pferdestärken.